# Gănești
Gănești (Hongaars: Vámosgálfalva) is een comună in het district Mureș, Transsylvanië, Roemenië. Het is opgebouwd uit vier dorpen, namelijk:
- Găneşti
- Păucişoara
- Seuca
- Sub Pădure

Vroeger maakte het dorp Cuştelnic ook deel uit van Gănești, maar sinds 2002 maakt het deel uit van de stad Târnăveni.

## Demografie
In 2002 telde de comună zo'n 3.836 inwoners, in 2007 waren dat er al 3.987. Dat is een stijging met 151 inwoners (+3,9%) in vijf jaar tijd.